# اچ‌دی ۱۱۷۲۰۷
اچ‌دی ۱۱۷۲۰۷ یک ستاره است که در صورت فلکی قنطورس قرار دارد.